# 慶應義塾體育會バスケットボール部ユニコーンズ
慶應義塾體育會バスケットボール部ユニコーンズ（けいおうぎじゅくたいいくかいバスケットボールぶユニコーンズ）は慶應義塾大学體育會に所属するバスケットボールチームである。1924年創部、関東大学バスケットボール連盟・関東大学女子バスケットボール連盟所属。
男子は、2008年までに7回大学日本一となっている。一部リーグに所属している他大学とは異なり、スポーツ推薦はない。

## 歴史

### 男子
小森一男、尾澤金一、斉藤義信の3名の発案により、バスケットボール愛好者が集まり1924年に「慶應義塾籠球倶楽部」として創立。
1930年より関西大学との慶関戦、1940年からは早稲田大学との慶早戦も始まった。
関東大学リーグ戦ではテストケースとして参加後正式加盟も2部低迷。しかし1939年1部昇格。
1949年に開始した全日本学生選手権（インカレ）で初代王者となり、3連覇も記録する。
1952年には全日本総合選手権（オールジャパン）で優勝を飾る。
その後再び2部降格で暗黒時代となるが、2003年に1部復帰。昇格1年目で関東1部優勝と45年ぶりのインカレ優勝の2冠を達成。2007年のオールジャパンではスーパーリーグの日立サンロッカーズを下し、ベスト8の快挙を成し遂げた。学生チームがトップリーグ所属チームを破ってのベスト8は1988年の第63回大会にて拓殖大学が東芝に勝利して以来、19年ぶり。しかし準々決勝では同じ学生の東海大学に敗れベスト4はならず。

### 女子
1952年創立。
1964年に1部初昇格。その後低迷が続き、現在は3部C所属。

## 主な成績
男子
- 全日本大学バスケットボール選手権大会優勝：7回（1949年、1950年、1951年、1957年、1959年、2004年、2008年）[7]
- 全日本総合バスケットボール選手権大会優勝：1回（1952年）[7]

## 主な卒業生
- 尾澤金一
- 登坂哲朗
- 木内貴史
- 桑田健秀
- 阿部理
- 米本聡
- 石田剛規
- 志村雄彦
- 辻内伸也
- 竹内公輔
- 酒井泰滋
- 小林大祐